# راؤول بورتال
راؤول ألبرتو بورتال (بالإسبانية: Raúl Portal)‏ (23 سبتمبر 1939 - 14 أكتوبر 2020)، هو صحافي وإذاعي ومقدم تلفزيوني أرجنتيني، رحل بعد حياة مهنية طويلة.

## وفاته
توفي في 14 أكتوبر 2020م، الموافق 27 صفر 1442هـ عن عمر 81 عامًا.